# Upton (Vale of White Horse)
Upton – wieś w Anglii, w hrabstwie Oxfordshire, w dystrykcie Vale of White Horse. Leży 20 km na południe od Oksfordu i 79 km na zachód od Londynu. W 2001 miejscowość liczyła 414 mieszkańców.